# Sterling (Oklahoma)
Sterling és un poble dels Estats Units a l'estat d'Oklahoma. Segons el cens del 2000 tenia 762 habitants.

## Demografia
Segons el cens del 2000, Sterling tenia 762 habitants, 316 habitatges, i 223 famílies. La densitat de població era de 367,8 habitants per km².
Dels 316 habitatges en un 34,8% hi vivien nens de menys de 18 anys, en un 53,8% hi vivien parelles casades, en un 14,2% dones solteres, i en un 29,4% no eren unitats familiars. En el 26,9% dels habitatges hi vivien persones soles el 12% de les quals corresponia a persones de 65 anys o més que vivien soles. El nombre mitjà de persones vivint en cada habitatge era de 2,41 i el nombre mitjà de persones que vivien en cada família era de 2,91.
Per edats la població es repartia de la següent manera: un 27,6% tenia menys de 18 anys, un 9,4% entre 18 i 24, un 28% entre 25 i 44, un 20,3% de 45 a 60 i un 14,7% 65 anys o més.
L'edat mediana era de 36 anys. Per cada 100 dones de 18 o més anys hi havia 83,4 homes.
La renda mediana per habitatge era de 26.583 $ i la renda mediana per família de 29.563 $. Els homes tenien una renda mediana de 27.841 $ mentre que les dones 24.167 $. La renda per capita de la població era de 12.707 $. Entorn del 17,7% de les famílies i el 20,5% de la població estaven per davall del llindar de pobresa.

## Poblacions més properes
El següent diagrama mostra les poblacions més properes.